# Trivalea-Moșteni
Trivalea-Moșteni is een Roemeense gemeente in het district Teleorman.
Trivalea-Moșteni telt 2970 inwoners.